# Proximus
Proximus est une entreprise belge de télécommunications, filiale du groupe Proximus (anciennement Belgacom), la première entreprise de télécommunications en Belgique. 
En Belgique, l'entreprise propose ses principaux produits et services sous les marques Proximus et Scarlet et Mobile Vikings. Le groupe opère également au Luxembourg sous la dénomination de Proximus Luxembourg, avec les marques Tango et Telindus Luxembourg, et aux Pays-Bas par le biais de Telindus Nederland. Les activités de carrier international du groupe sont assurées par BICS, Telesign et Route Mobile, l’un des principaux opérateurs vocaux au monde et le plus grand fournisseur de services de données mobiles à l’échelle internationale.
Proximus était à l'origine un opérateur de télécommunications mobile belge entre 1994 et 2006, puis une marque commerciale de Belgacom. En 2010, la société Proximus est absorbée par Belgacom. Depuis 2014, tous les services de Belgacom sont commercialisés sous la marque Proximus.
Ses principaux concurrents sont Orange et BASE. Le groupe Proximus est détenu à 55 % par l'État belge et à 6 % par l'homme d'affaires français Xavier Niel.

## Données financières
Depuis le 31 décembre 2023, l’État belge détient 53,51 % du groupe Proximus. 4,56 % sont des actions propres de Proximus, les 41,93 % restants constituent le flottant.

## Histoire

### De 1879 à 1914: les débuts de la téléphonie en Belgique
En 1879, les services télégraphiques belges installent une ligne téléphonique au parlement. La même année, plusieurs entrepreneurs privés déposent une demande pour exploiter des réseaux téléphoniques dans plusieurs villes belges. Cela force le gouvernement belge à établir un cadre législatif régissant l'exploitation de la téléphonie en Belgique. À partir de 1896, tout le secteur de la téléphonie passe aux mains d'une entreprise publique.
En 1913, la plupart des stations, bureaux de poste et télégraphes sont équipés de cabines téléphoniques publiques.

### 1918-1970: l'automatisation
Après la Première Guerre mondiale, la Belgique a dû restructurer ses télécommunications en raison de la demande croissante. L'insuffisance des fonds publics pour moderniser le réseau téléphonique a conduit à la recherche d'une gestion commerciale indépendante. En 1925, l'International Telephone and Telegraph Company (ITT) a tenté d'acquérir le réseau belge. Malgré l'opposition du parti ouvrier, craignant la privatisation, la Régie des Télégraphes et des Téléphones (RTT) a été créée en 1930, offrant une solution de compromis. La Régie, distincte de l'État, a reçu la propriété des infrastructures télécoms et une autonomie financière. Un fonds spécial de 600 millions de francs a été alloué pour son fonctionnement. La Régie a assumé la responsabilité du financement de ses projets sans intervention du Trésor, et elle a été autorisée à émettre des emprunts. Les règles d'exploitation ont été fixées par la loi de 1930.
Au début du XXe siècle, la plupart des réseaux téléphoniques en Belgique nécessitaient l'intervention manuelle des opératrices pour établir des communications locales, régionales et interurbaines. Cependant, dans les années 1920, les villes comme Bruxelles, Anvers, Liège et Gand ont progressivement introduit les premières centrales automatiques. Ces avancées ont permis à environ 51% des abonnés de bénéficier d'une connexion automatique d'ici 1930. Entre 1930 et 1935, d'autres réseaux ont été automatisés, suivis d'un projet visant à automatiser l'ensemble du pays. La Seconde Guerre mondiale a ralenti les progrès, mais entre 1945 et 1950, la Régie des Télégraphes et des Téléphones a entrepris une expansion, construisant de nouveaux bâtiments pour accueillir les équipements nécessaires à l'automatisation. La Belgique a utilisé deux systèmes pour ses centrales automatiques : le système Rotary et le système Strowger. En 1956, la Belgique a inauguré le premier service international automatique au monde entre Bruxelles, Paris et Lille. En 1970, la R.T.T. acheva l'automatisation totale du réseau téléphonique belge, lancée quarante ans plus tôt. Le nombre d'abonnés passa de 225 000 à 1 370 000 durant cette période. Par la suite, la R.T.T. entreprit un projet de modernisation en équipant le réseau de centraux semi-électroniques.

### 1970-1991: les effets de la crise
La crise économique mondiale de 1973 et le scandale de corruption, connu sous le nom de scandale de la RTT, plongent l'entreprise dans une détérioration financière croissante. À partir du milieu des années 1970, la RTT met en place des programmes d'austérité pour faire face à cette situation. Dans les années 1980, la conviction que le secteur des télécommunications sera crucial au XXIe siècle se renforce. En 1981, la direction de la RTT lance une réorganisation majeure pour résoudre les problèmes structurels de l'entreprise.
Dans les années 1980, l'intervention croissante de la Communauté européenne dans les télécommunications a conduit à une refonte complète de la réglementation et de l'exploitation dans le secteur. La loi de 1989 visant à réformer certaines entreprises publiques économiques a transformé la R.T.T. en une entreprise publique autonome, connue sous le nom de Belgacom, en 1991. Cette évolution a mis fin au monopole absolu de la R.T.T. sur les équipements et services de télécommunications, octroyant à Belgacom une concession exclusive pour les télécommunications publiques. Cependant, la régulation et la surveillance sont désormais assurées par l'Institut belge des services postaux et des télécommunications (IBPT), tandis que la concurrence est autorisée pour toutes les activités hors de la concession exclusive. En résumé, Belgacom se retrouve en compétition pour maintenir sa position sur le marché existant tout en étant confronté à de nouveaux défis liés à la concurrence et à la réglementation.

### 1991-2014: lancement du réseau mobile

Logo de Proximus en 2006.

Logo de Proximus en 2014.

Entre 1991 et 2014, Belgacom a traversé une série de changements majeurs dans le paysage des télécommunications belges.
En 1994, la société a lancé Proximus, son réseau mobile, et a ouvert son capital aux investisseurs. Proximus (Belgacom Mobile S.A.) est fondé en 1994 comme coentreprise de Belgacom (75 %) et de Airtouch (25 %). Airtouch fusionnera plus tard avec Vodafone. La société reprend le réseau analogique MOB2 et est le premier opérateur utilisant la norme GSM en Belgique (annoncé sous le nom MOB3), d'abord en 8 watts (téléphones fixes de voitures) et ensuite en 2 watts (téléphones portables), uniquement dans la bande 900 MHz. Le réseau MOB2 est démantelé en 1999.
En 1996, le gouvernement belge a vendu une participation importante de la société Belgacom à un consortium de télécommunications. Belgacom a ensuite créé une division carrier & wholesale en 1997, suivie de l'acquisition de Skynet en 1998, renforçant ainsi sa présence dans le domaine de l'internet.
En 2004, Belgacom est entrée en bourse, permettant à l'entreprise de mobiliser des ressources importantes pour financer ses infrastructures, notamment dans le déploiement de la fibre optique.
En 2005, Proximus lance son propre MVNO low-cost, UglyDuck, censé concurrencer Simyo de BASE. Faute de succès, l'offre est supprimée en 2009.
En 2006, Belgacom rachète les 25 % détenus par Vodafone. En décembre 2007, Proximus revendique 4,6 millions de clients et 43,8 % de parts de marché.
De 2005 à 2009, Belgacom a consolidé ses activités et est devenue un opérateur quadruple play avec le lancement de Belgacom TV. L'intégration continue au sein du groupe Belgacom (intégrations des sociétés Belgacom SA, Belgacom Skynet, Proximus et Telindus) en janvier 2009 avec l'intégration du département Staff & Support dans le groupe Belgacom.
En 2010, Belgacom a achevé l'intégration de ses filiales pour former une seule entité juridique et a lancé Belgacom TV Everywhere.
En 2012, Proximus est le premier opérateur à lancer la 4G en Belgique. En 2016, Proximus couvre 99,7 % de la population en 4G,.

### 2015-2023: la fin de Belgacom
En avril 2015, l'assemblée générale de l'opérateur historique Belgacom SA adopte le changement de nom en Proximus SA. À partir du 22 juin 2015, Belgacom change de nom pour devenir Proximus, unifiant tous ses produits sous cette marque dans le cadre du plan de transformation dirigé par le PDG Dominique Leroy. Ce changement visait à donner une image plus dynamique et moins institutionnelle à l'entreprise, particulièrement en Flandre.
En 2016, Proximus a lancé de nouveaux forfaits tout-en-un, Tuttimus, pour les clients résidentiels et les petites entreprises, et a investi dans des projets de déploiement de la fibre optique.
En 2017, elle a étendu son partenariat avec Vodafone, supprimé les frais d'itinérance en Europe, et renforcé ses activités de cybersécurité.
L'année suivante, en 2018, Proximus a acquis ION-IP, pour se renforcer dans l'informatique et la sécurité. Des essais réussis ont été menés sur la technologie 5G et le réseau NB-IoT a été lancé pour la connectivité des compteurs numériques.
Le 11 juillet 2019, Proximus et Orange annoncent la co-création d'une joint-venture dont le but est de partager un réseau d'accès mobile d'ici la fin de l'année 2019. Cette démarche vise à mutualiser l'infrastructure réseau et d'en améliorer la qualité et la couverture. Cela permettra également un déploiement plus rapide et plus complet de la 5G en Belgique.
En février 2020, un protocole d'accord avec le Port d'Anvers a été signé pour développer un réseau 5G privé dans le cadre du projet "De Digitale Schelde". En mars, le nouveau CEO Guillaume Boutin a présenté la stratégie #inspire2022, visant à accélérer le déploiement de la fibre optique, avec des coentreprises conclues avec EQT et Eurofiber.
Le réseau de fibre optique a été déployé dans seize villes en décembre 2020.
En mars 2023, Proximus a annoncé un partenariat avec Google Cloud pour offrir des services cloud souverains en Belgique et au Luxembourg.
En juillet, Proximus Enterprise est devenu Proximus NXT, se concentrant sur les services pour entreprises via la fibre optique, la 5G, et des solutions de cybersécurité.
Le 14 novembre 2023, le groupe Iliad acquiert 6% de l'opérateur historique belge ainsi que le gouvernement belge conserve 55% des parts de l'opérateur,. La même année, l'accord avec l'UEFA pour diffuser les matchs de la Ligue des champions de l'UEFA a été prolongé jusqu'en 2027.
En 2024, Proximus achète Route Mobile (en). Route Mobile Limited est une entreprise mondiale spécialisée dans les services de communication cloud, notamment les solutions CPaaS (Plateforme de Communication en tant que Service). Fondée en 2004 et basée à Mumbai, en Inde, l'entreprise offre une gamme de produits et services, y compris les SMS, les chatbots, la voix, les e-mails, le filtrage de SMS, les analyses de données et la monétisation.

## Activité
L'opérateur mobile belge historique utilise le code réseau 206 01 et les bandes de fréquences GSM 900/1800 (GSM 2G) et W-CDMA 2100 (en 3G UTMS).
Le système de cartes prépayées est appelé Pay & Go.
Proximus partage son réseau physique avec les opérateurs de réseau mobile virtuel suivants : PostMobile (Bpost), Scarlet Mobile, Dommel Mobile, TMF Mobile (MTV) et IDT Mobile.

## Données financières en millions d’euros
| Années                           | 2012  | 2013  | 2014  | 2015  | 2016  | 2017  | 2018  | 2019  | 2020  | 2021  | 2022  | 2023  |
| -------------------------------- | ----- | ----- | ----- | ----- | ----- | ----- | ----- | ----- | ----- | ----- | ----- | ----- |
| Revenus totaux (en millions EUR) | 6 462 | 6 318 | 6 112 | 6 012 | 5 873 | 5 802 | 5 829 | 5 697 | 5 481 | 5 579 | 5 914 | 6 048 |
| Bénéfice net (en millions EUR)   | 712   | 630   | 654   | 482   | 523   | 522   | 508   | 373   | 564   | 443   | 450   | 357   |

## Actionnaires
| Actionnaires                             | Part (en %) |
| ---------------------------------------- | ----------- |
| Gouvernement Belge                       | 55          |
| Xavier Niel                              | 6           |
| Auto-contrôle                            | 04,53       |
| NWQ Investment Management.               | 00,68       |
| Duff & Phelps Investment Management (en) | 00,14       |
| Analytic Investors.                      | 00,13       |
| BKF Asset Management.                    | 00,13       |
| Numeric Investors.                       | 00,11       |
| Teacher Retirement System of Texas (en)  | 00,03       |
| The Oregon Investment Council (en)       | 00,02       |
| Nationwide Fund Advisors (en)            | 00,01       |

## Controverses et sanctions
En mai 2009, Belgacom Mobile s'est vu sanctionné par une amende de 66,3 millions d'euros pour abus de position dominante. Une charge qui fera baisser le bénéfice de l'entreprise au premier semestre de 15 % et ce malgré les excellents résultats en chiffre d'affaires (+1,4 % à 2,9 milliards d'euros malgré la crise).

## Communication
La chanson Struggle for Pleasure (2001) du compositeur belge Wim Mertens est choisie pour accompagner les publicités de Proximus.